# Das Vaterland ruft
Das Vaterland ruft ist ein deutscher Kurz-Stummfilm aus dem Jahre 1914 mit Manny Ziener und Harry Liedtke in den Hauptrollen.

## Handlung
Fritz ist Soldat, führt aber ein durchaus liederliches Leben und ist dem Glücksspiel nicht abgeneigt. Sein Vater, General Santen, achtet sehr auf Formen und standesgemäßes Betragen. Darüber, dass sein Fritz nun eine Affäre mit der Schauspielerin Hertha Keller hat und diese Person auch noch heiraten will, ist der dem Standesdünkel verhaftete Offizier entsetzt und er verstößt seinen Sohn. Dieser muss daraufhin die Armee verlassen, da sich eine solche Konstellation für die Ehre des Heeres nicht geziemt.
Da bricht im August 1914 der Krieg aus. Fritz, ganz patriotischer Deutscher, meldet sich wie viele andere junge Männer mit Begeisterung freiwillig zu den Waffen, und auch seine Hertha, die als Schauspielerin nicht unbedingt den besten Ruf besaß, weiß, wo sie als treue Deutsche zu stehen hat: sie wird Krankenschwester im Lazarett und sorgt sich um die ersten Kriegsverwundeten. Unter ihnen befindet sich auch der Vater von Fritz. Als eines Tages ein feindlicher Angriff erfolgt, ist es Hertha, die durch ihren mutigen Einsatz die Patienten retten kann. Fritz wiederum erhält die Chance zu zeigen, dass auch auf ihn Verlass ist, wenn sich das Vaterland in Not befindet: Als er bei einem Erkundungsgang auf einen Trupp gegnerischer Soldaten trifft, will er sich von diesen töten lassen, um dadurch seine Kameraden durch den Schuss zu warnen.

## Produktionsnotizen
Das Vaterland ruft ist ein typisches Beispiel für den deutsch-nationalen und patriotischen Film, wie er unmittelbar nach Ausbruch des Ersten Weltkriegs aus der Taufe gehoben wurde und die Kinosäle überschwemmte. Dieser dreiaktige Film maß lediglich 775 Meter und war somit keine halbe Stunde lang. Er passierte die Filmzensur im September 1914 und erhielt am 20. Oktober desselben Jahres Jugendverbot. Wer Regie führte, ist derzeit nicht bekannt. Für den späteren Leinwandstar Harry Liedtke war der junge Soldat Fritz Santen eine seiner ersten Filmrollen.

## Zeitgeschichtliche Einordnung
Oskar Kalbus versuchte 1935, aus einer nationalsozialistischer Sichtweise, unter der Kapitelüberschrift „Feldgrauer Filmkitsch“ eine Einordnung dieses Filmgenres, das vor allem 1914 und 1915 im Deutschen Reich eine wahre Hausse erlebte. Er schreibt:

„Ein gewisser Stamm routinierter Filmfabrikanten ließ sich aber nicht ängstlich machen. Zuerst einmal ließen sie ihre mannigfaltigen Beziehungen spielen, um vom Kriegsdienst befreit zu werden, denn sie fühlten sich, eingedenk eines altrömischen Erfahrungssatzes, berufen, in der ruhigeren Heimat dem deutschen Volk mit sensationellen Treffern „panem et circensis“ zu bieten, d.h. in ihrem Sinne: Erholung und Zerstreuung, Ermunterung und Ermutigung. Alles das sollte nun das Kino bieten. Man hoffte, daß die allgemeine Freude an den Siegen unseres Heeres den Wunsch nach Mitteilsamkeit, nach ablenkenden Erlebnissen und vor allen Dingen nach Zusammenballung der Menschen im „Theater des kleinen Mannes“ zeitigen würde. So entstand über den aktuellen Filmaufnahmen von den Kriegsschauplätzen hinaus der feldgraue Filmkitsch – oder der sogenannte „patriotische“ Film der Jahre 1914/15.“

## Kritik
„Es ist schwer, die Zeitgeschichte mit Geschmack und Takt dramatisch zu verwerten. Hier ist es gelungen. Das Stück ist wirklich ein ebenso schönes, wie erhebendes und dabei stark packendes Zeitbild. Nebenbei wird es von den drei Hauptdarstellern vorzüglich gespielt.“